# 青い馬I
青い馬Ⅰ（あおいうま いち ドイツ語: Blaues Pferd I）は、フランツ・マルクが1911年に完成させた油絵である。マルクのもっとも有名な作品の一つであり、ミュンヘン・レンバッハハウス美術館に収蔵されている。本作は、マルクと画家仲間のロシア人ワシリー・カンディンスキーが1911年の暮れから1914年にかけて「青騎士」名義で行なった、いくつかの展覧会に出展されている。

## 作品の歴史

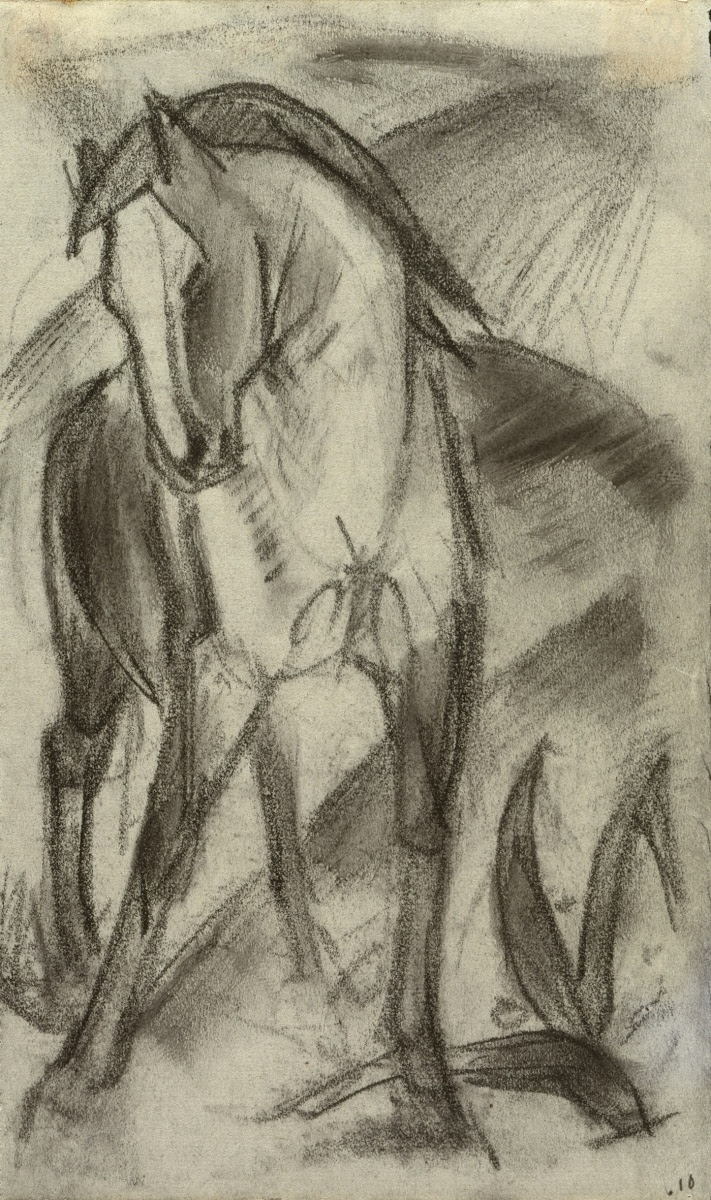
1911年の素描

1911年にマルクはスケッチブック24番に葉書き大の鉛筆の素描『山地の風景の中の若駒 (Junges Pferd in Berglandschaft)』を描いており、そこではすでに、後の絵画の構図が認められる。同年マルクは、スケッチを詳細に改作して油絵の大作を描き上げた。
マルクや「青騎士」同人の色彩理論によると、青色は霊的な原理を表している。本作は、当初は理解されず、嘲りや悪口の的だったという。本作はベルンハルト・ケーラーの非公開のコレクションに入った。ケーラーはマルクを経済的に支援しており、その見返りに作者から本作を受け取ったのである。ケーラーは、1927年に同名の息子ベルンハルトにコレクションを遺贈した。息子のベルンハルトも亡くなると、ベルンハルト・ケーラー財団に移された。1965年にミュンヘン・レンバッハハウス美術館に供与され、以来同館に展示されている。本作は、ポスターや絵葉書の人気のモチーフとして、現代美術では最も頻繁に複製される絵画の一つである。ドイツ郵便は2012年2月9日に、「青騎士」発足100周年を記念して、本作を用いた切手を発行した。

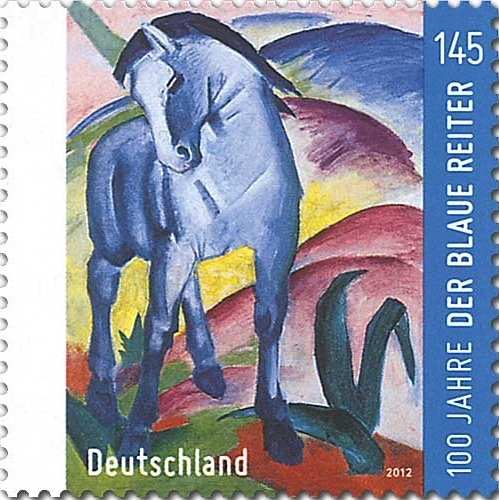
「青騎士」100周年記念のドイツの切手

## 解説
縦長の絵画の高さほぼすべてを、青く塗られた若駒が塞いでいる。若駒は鑑賞者を向いてはいるが、俯いてややよそ見をしている。白いまだら模様のある上半身はライトブルーで、一方ひづめとたてがみは暗いネイビーブルーで描かれている。
若駒のいる風景は、補色同士の強烈な対比が支配的であり、いくつかの色は互いに画然とした区別がつく。前景は朱色と萌黄色で描かれ、濃い深緑の筆触は草木を表している。背景の小高い風景は、カーマインから黄色、紫へと、そして絵の頂上で青色からオレンジ色へと遷移している。ウマの青色は心の平和や静穏を表しており、どちらもマルクが本作の制作中に抱いた心情なのであろう。青いウマの絵は、同時期に「青騎士」グループの結成という着想にたどり着くまでを象徴的に示している。すなわち、突破口としての青いウマという象徴、青色の精神性の強調、そして、物質主義と闘う精神主義という考え方、である。マルクはその後も1911年から1914年にかけて、いくつかの絵画で青いウマのモチーフを再利用した。